# Wechingen
Wechingen – miejscowość i gmina w Niemczech, w kraju związkowym Bawaria, w rejencji Szwabia, w regionie Augsburg, w powiecie Donau-Ries, wchodzi w skład wspólnoty administracyjnej Ries. Leży około 23 km na północny zachód od Donauwörth, nad rzeką Wörnitz.

## Dzielnice
W skład gminy wchodzą następujące dzielnice:
- Fessenheim
- Holzkirchen
- Wechingen

## Demografia
| Rok  | Liczba mieszk. |
| ---- | -------------- |
| 1970 | 1 464          |
| 1987 | 1 317          |
| 2000 | 1 384          |

## Polityka
Wójtem gminy jest Klaus Schmidt, poprzednio urząd ten obejmował Johannes Wiedenmann, rada gminy składa się z 12 osób.
|      | WG | FWG Fessenheim | WG Holzkirchen-Speckbrodi | FHW Frauenliste | Razem |
| 2008 | 5  | 4              | 2                         | 1               | 12    |
| 2002 | 5  | 4              | 3                         | -               | 12    |

## Oświata
W gminie znajduje się przedszkole (75 miejsc).